# Åsa Torstensson
Åsa-Britt Maria Torstensson, född 25 mars 1958 i Skee församling, Göteborgs och Bohus län, är en svensk politiker (centerpartist). Hon var riksdagsledamot 1998–2014 och infrastrukturminister i Näringsdepartementet 2006–2010.

## Biografi
Torstensson gick samhällsvetenskaplig linje på gymnasiet i Strömstad. Senare utbildade hon sig till socionom vid dåvarande socialhögskolan i Östersund (senare en del av Mittuniversitetet), och har arbetat som bland annat skolkurator, vårdbiträde och ungdomsassistent.
Som 15-åring gick hon med i Centerns ungdomsförbund. 1994 blev hon kommunalråd i Strömstad, en uppgift som hon då tog över efter sin far Torsten Torstensson. 1996 ingick hon i partistyrelsen och 2001 blev hon medlem av Centerpartiets verkställande utskott. 2004 blev hon Centerpartiets gruppledare i riksdagen.
Den 6 oktober 2006 blev Torstensson infrastrukturminister i regeringen Reinfeldt. Som infrastrukturminister ansvarade hon för bland annat transportpolitik och infrastrukturfrågor, IT-politik samt postkommunikation, tele- och radiokommunikation. Under Torstenssons tid som minister infördes konkurrens på järnvägslinjerna och flygtrafiken omorganiserades. Hon räknades dock som en av regeringen Reinfeldts mest anonyma ministrar.
Torstensson fick lämna sin ministerpost i samband med regeringsombildningen efter valet 2010. Hon ersattes av moderaten Catharina Elmsäter-Svärd som ansvarade för transportfrågor och centerpartisten Anna-Karin Hatt som ansvarade för IT-politiken. Hon återvände därefter till riksdagen under en mandatperiod, men meddelade i september 2013 att hon skulle lämna riksdagen i samband med valet 2014.